# Rusalka (film din 1963)
Rusalka (titlul original: în cehă Rusalka) este un film de operă dramatic cehoslovac, realizat în 1963 de regizorul Václav Kaslik, după opera omonimă a compozitorului Antonín Dvořák, bazată la rândul ei pe poemul cu același nume a lui Pușkin. Protagoniștii filmului sunt actorii Jana Andrsová, Vladimír Ráž, Jiřina Šejbalová și Josef Hlinomaz.

## Rezumat
Nixa Rusalka se îndrăgostește de un prinț pământean care venea mereu la lac să se scalde. Vodník, omul apelor, care era ca un părinte al nixelor și ondinelor, o avertizează în zadar. Sentimentul ei sincer se întâlnește cu trădarea umană...

## Distribuție
- Jana Andrsová – Rusalka, o nixă (Milada Šubrtová, voce cântată, soprană)
- Vladimír Ráž – prințul (Zdeněk Švehla, voce cântată, tenor)
- Jiřina Šejbalová – Ježibaba (Baba Iaga) (Věra Soukupová, voce cântată, mezzo-soprană)
- Josef Hlinomaz – Vodník, Omul apelor (Ondrej Malachovský, voce cântată, bas)
- Ivana Mixová – prințesa străină
- Yvetta Pesková – o ondină (Maria Tauberová, voce cântată, soprană)
- Astrid Štúrová – o ondină (Eva Hlobilová, voce cântată, alto)
- Naděžda Blažíčková – o ondină (Věra Kriklová, voce cântată)
- Elvíra Němečková – o ondină
- Jaroslava Formánková – o ondină
- Eva Poslušná – o ondină
- Josef Beyvl – paznicul, Antonín Votava, voce cântată)
- Antonín Krčmář – ajutorul de bucătar Helena Tattermuschová, voce cântată, soprană)
- Přemysl Kočí – vânătorul
- Baletul Teatrului Național – dansatori